# Air Rhodesia

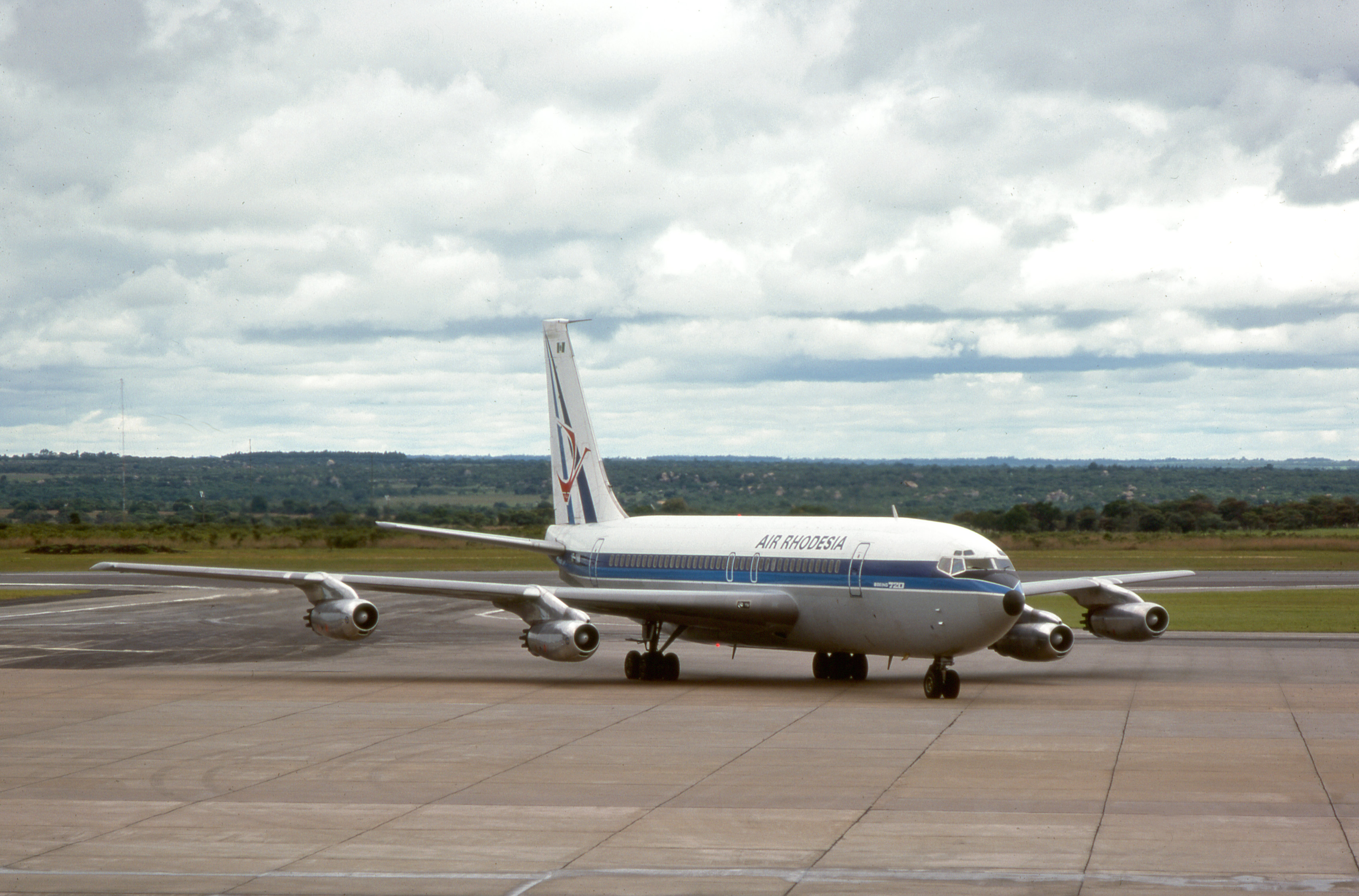
Eine Boeing 720 der Air Rhodesia, die noch die Farbgebung der deutschen Calair trägt.

Air Rhodesia Corporation wurde am 1. September 1967 nach Aufteilung der bisherigen Central African Airways (CAA) gegründet. Die Flugzeugflotte, bestehend aus Vickers Viscount, wurde mit Air Malawi geteilt. Der Zambia Airways wurden die nicht mehr an die CAA ausgelieferten BAC 1-11 überlassen. Die Flugzeuge von Air Rhodesia wurden mit neuen Farben (weißes Dach und blaue Seiten) und neuen Aufschriften versehen.
Neben innerrhodesischen Flügen wurden solche nach Südafrika, ins damals portugiesische Mosambik und nach Malawi angeboten.
Die Beziehungen zu Malawi kühlten zwar ab, aber die Flüge wurden dennoch fortgesetzt und sogar noch ausgeweitet, ähnlich denen nach Südafrika.
Air Rhodesia gelang es in den folgenden Jahren, ihren wirtschaftlichen Erfolg gegenüber den Zeiten der CAA noch zu steigern. Die Gesellschaft führte eine neue Route nach Kariba ein und verbesserte das Flugangebot nach Hwange durch Ersatz der ursprünglich dort eingesetzten Douglas DC-3 durch Vickers Viscount.
Auf ihren Routen nach Südafrika sah sich Air Rhodesia in immer stärkerer Konkurrenz zu SAA, die größere und schnellere Boeing 727 einsetzte, so dass die Flugzeugflotte modernisiert werden musste. Am 14. April 1973 übernahm die Gesellschaft unter Umgehung der gegen Rhodesien verhängten internationalen Handelssanktionen drei Boeing 720-025, die zuvor von der liquidierten deutschen Fluggesellschaft Calair eingesetzt worden waren. Der erste Flug fand am 6. Juni 1973 nach Durban statt. Im regulären Betrieb wurden sie erst ab November 1973 eingesetzt. Zuvor fand der Jom-Kippur-Krieg statt, der zur Ölkrise führte und fortan den Treibstoff enorm verteuerte. Da die Boeing 720 einen hohen Treibstoffverbrauch hatte, trieb das die Kosten um 35 % in die Höhe. Sie blieben jedoch in Dienst, bis 1980 von der Lufthansa fünf Maschinen des Typs Boeing 707 erworben wurden. Die DC-3 wurden 1973 aus dem Dienst genommen.
Zwei Mal wurden Flugzeuge der Air Rhodesia Opfer des Guerilla-Krieges (siehe unten, Zwischenfälle). Um weitere Abschüsse zu vermeiden, wurde die glänzende Metalloberfläche dieser Flugzeuge mit einem matten Gelbgrün bemalt und die Motoren mit einem das Infrarotauge der Raketen täuschenden Schutz ausgestattet. Das verringerte zwar Geschwindigkeit und Ladungskapazität dieser Flugzeuge, aber es wurde danach kein weiteres abgeschossen.
Als Folge der politischen Entwicklung in Rhodesien wurde nach dem Lancaster-House-Abkommen, welches den Guerilla-Krieg beendete und den Prozess der international anerkannten Unabhängigkeit Simbabwes einleitete, aus der Air Rhodesia 1979 zunächst die Air Zimbabwe Rhodesia und im Februar 1980 schließlich Air Zimbabwe. Diese nahm am 2. April 1980 ihren Dienst mit allen Rechten der bisherigen Air Rhodesia auf.

## Zwischenfälle
- Am 3. September 1978 wurde eine Vickers Viscount 782D der Air Rhodesia (Luftfahrzeugkennzeichen VP-WAS) nach dem Start vom Flughafen Kariba (Rhodesien) von Joshua Nkomo's Terroristengruppe ZIPRA mit einer Flugabwehrrakete abgeschossen. Die Maschine befand sich auf dem Flug zum Flughafen Salisbury. Sie wurde an der rechten Tragfläche getroffen. Die Piloten führten eine Außenlandung in einer großen Lichtung der Buschlandschaft durch. Dabei rutschte das Flugzeug über einen Bewässerungsdamm, machte einen Ringelpiez, brach auseinander und fing Feuer. Dabei wurden 38 Insassen getötet. Danach ermordeten die Terroristen die 10 Überlebenden, die sie noch am Wrack antrafen. Nur acht Passagiere kamen mit dem Leben davon. Insgesamt wurden 48 Menschen getötet (siehe auch Air-Rhodesia-Flug 825).[2]

- Am 12. Februar 1979 wurde erneut eine Vickers Viscount 748D der Air Rhodesia (VP-YND) nach dem Start vom Flughafen Kariba (Rhodesien) von Joshua Nkomo's Terroristengruppe ZIPRA mit einer Flugabwehrrakete abgeschossen. Die Maschine befand sich auf dem Flug zum Flughafen Salisbury. Sie wurde am Triebwerk 2 (links innen) getroffen, fing Feuer und stürzte unkontrollierbar ab. Alle 59 Insassen, 5 Besatzungsmitglieder und 54 Passagiere, wurden getötet (siehe auch Air-Rhodesia-Flug 827).[3]